# Kaneto Shiozawa
Kaneto Shiozawa (塩沢 兼人 Shiozawa Kaneto?,  Tokio, 28 de enero de 1954 - Shinjuku, 10 de mayo de 2000), cuyo nombre de nacimiento era Toshikazu Shiozawa (塩沢 敏一 Shiozawa Toshikazu?), fue un actor de voz japonés, afiliado a Aoni Production. Shiozawa era conocido por su distintivo tono de voz frío y calmado, por lo que a menudo interpretaba a villanos o antihéroes. Tomó su nombre artístico del director Kaneto Shindō.

## Biografía
Shiozawa nació el 28 de enero de 1954, en Shinjuku, Tokio. Desde niño, anheló ser actor. Shiozawa se graduó de la Segunda Escuela Secundaria Superior de la Universidad de Nihon, donde aprendió a actuar en su departamento de arte. El 9 de mayo de 2000, alrededor de las 4:00 p. m., Shiozawa sufrió una caída en las escaleras de su hogar, en el barrio de Shinjuku. A pesar de insistir en que estaba bien, su condición cambió repentinamente alrededor de las 10:00, cuando perdió el conocimiento y fue rápidamente trasladado al hospital. Al siguiente día, a las 12:54 a. m., Shiozawa murió de una contusión cerebral. Tenía 46 años de edad al momento de su muerte. Su compañero y también actor de voz, Hidekatsu Shibata, fue una de las personas que estuvo presente en su funeral.
Hikaru Midorikawa dijo: "Kaneto Shiozawa fue mi héroe".
Debido a su muerte, dos de los personajes que interpretó (Zato-1 de Guilty Gear y Hyo de Rival Schools) fueron asesinados en el universo. Zato-1 fue reemplazado por el parásito de la sombra Eddie (con la voz de Takehito Koyasu), quien se hizo cargo del cuerpo de Zato después de su muerte hasta Guilty Gear Xrd.

## Filmografía
- Ageha en Legend of Basara.
- Merill ‘Ben-ten’ Yanagawa en Cyber City Oedo 808.
- Mu de Aries en Saint Seiya (hasta Saga de Poseidón).
- Auguste Beau en Kaze to Ki no Uta.
- B.D. en Megazone 23.
- Balrog Fabio LaCerda en Street Fighter II: The Animated Movie y Street Fighter II-V.
- Gaius en Black Matrix.
- Billy the Shot en Baxinger.
- Blaster Kid en Braiger.
- Buriburi Zaemon en Crayon Shin-chan.
- Clark en CAROL.
- Clavis (primera voz) en Angelique.
- Cyborg Ninja/Gray Fox en Metal Gear Solid.
- Cyborg Ninja/Mr. X en Metal Gear Solid 2: Sons of Liberty
- D en Vampire Hunter D (original).
- Dai Monohoshi en Highschool! Kimen-gumi.
- Demon Green en Chīsana Kyojin Microman.
- Devimon en Digimon Adventure.
- Detective Shiratori (primera voz) en Detective Conan (Case Closed).
- Dr. Ashino (Professor Ashiya) en Earthian.
- Dusanyu en Banner of the Stars.
- Ganossa Maximillian en Silent Möbius (TV).
- George Newman (Weird Al Yankovic) en Gekijô-ban Weird Al Yankovic: Bureru no baka! Ni juzô hoyûsha daikussen.
- Goemon Ishikawa XIII en Lupin III: The Fuma Conspiracy.
- Geronimo en Kinnikuman.
- Gibson en Bubblegum Crisis.
- Hauser en Ariel.
- Hideaki Kurashige en Miracle Girls.
- Hyo Imawano en Rival Schools.
- Iason Mink en Ai no Kusabi.
- Joliver Ira en Space Runaway Ideon.
- Kirin en Ranma ½ The Adventure in Nekohon, China.
- Kikyo en Weiß Kreuz.
- Larva en Vampire Princess Miyu (OVA).
- M'Quve y Omur Fang en Mobile Suit Gundam.
- Magensha en Flame of Recca
- Makoto Hasegawa en Code Name wa Charmer drama CD.
- Masao en Boyfriend.
- Merrill Benten Yanagawa en Cyber City Oedo 808.
- Namu en Dragon Ball
- Narcasse en The Heroic Legend of Arslan.
- Narsas en Arslan Senki
- Paul von Oberstein en Legend of the Galactic Heroes.
- Prince Demande ("Prince Diamond") en Sailor Moon R.
- Rei en Fist of the North Star.
- Randam Hajile, Elijah Madnar e Ivan Rodríguez en Snatcher.
- Randy en Chounoukyuu Garaga.
- Road King en Transformers: Super-God Masterforce.
- Ru Kain en Blue Comet SPT Layzner.
- Rudolf Hagen en Agent Aika.
- Rupa en Urusei Yatsura Movie 5: Kanketsuhen
- Ryō Shiba en Choju Kishin Dancouga.
- Sevothtarte (primera voz) en Angel Sanctuary.
- Shadi en Yu-Gi-Oh! (El primer anime, por parte de Toei Animation).
- Shin Kazama en Area 88 (1985 OAV).
- Sān Xīng Lóng en Dragon Ball GT
- Sonic Bomber en Transformers: Zone.
- Takeshi Kuroki en Touch.
- Terry en Bats & Terry.
- Thornfort en Slayers Gorgeus (película).
- To-y en To-y.
- Tony Redwood en Policenauts.
- Vista en Slayers Special (OVA)
- Wakagashira en City Hunter.
- Weird Al Yankovic en cada disco de Weird Al Yankovic hasta Running with Scissors (album)

("Hashiri Motte Hatami" en Japan).
- Yasutaka Fukuoka en Gate Keepers.
- Zato-1 en Guilty Gear The Missing Link y Guilty Gear X.
- Dr. Baldhead en Guilty Gear The Missing Link.
- Zeus en Aries.
- Zongi en Escaflowne.
- Dhaos en Tales of Phantasia (en todas las versiones exceptuando la versión de PSP y Tales of Phantasia: The Animation).